# Discomedusae
Discomedusae, Haeckel, 1880, corresponde a um grupo taxonómico (subclasse dos Scyphozoa), polimórfico, caído em desuso e que se dividiu em duas ordens: Rhizostomeae, Cuvier, 1799 (se não tiverem tentáculos, oito braços orais fundidos total ou parcialmente, junto ao disco branquial e com muitas bocas de pequena dimensão) e Semaeostomeae (se tiverem tentáculos, com quatro braços orais distintos e boca central) - das quais é considerado como um sinónimo pro parte. 
O cifistoma - fase do seu ciclo de vida em que se apresenta sob a forma de pólipo - divide-se em disco oral, cálice e pedúnculo. Não têm sulco coronal na exumbrela, ao contrário dos cifozoários da subclasse Coronatae.
As suas espécies distribuem-se por todos os oceanos do planeta.

## Haeckel
Os membros deste grupo taxonómico foram especialmente descritos por Haeckel, na sua Kunstformen der Natur onde lhes dedica muitas das suas gravuras. 
O artista plástico Timothy Horn baseou-se numa dessas figuras (a 88) para realizar uma escultura em borracha cor de âmbar que baptizou, exactamente, como Discomedusae. 

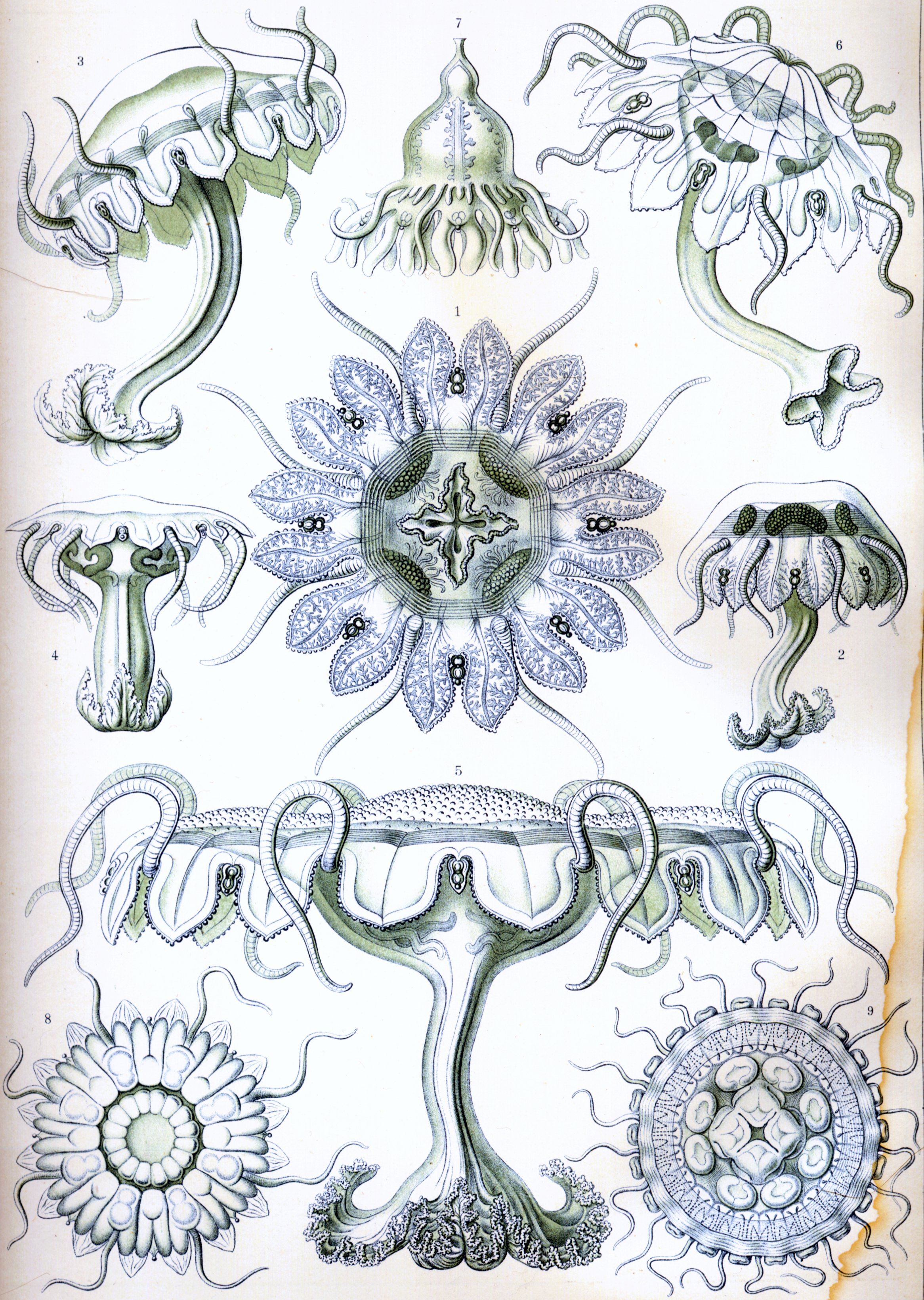
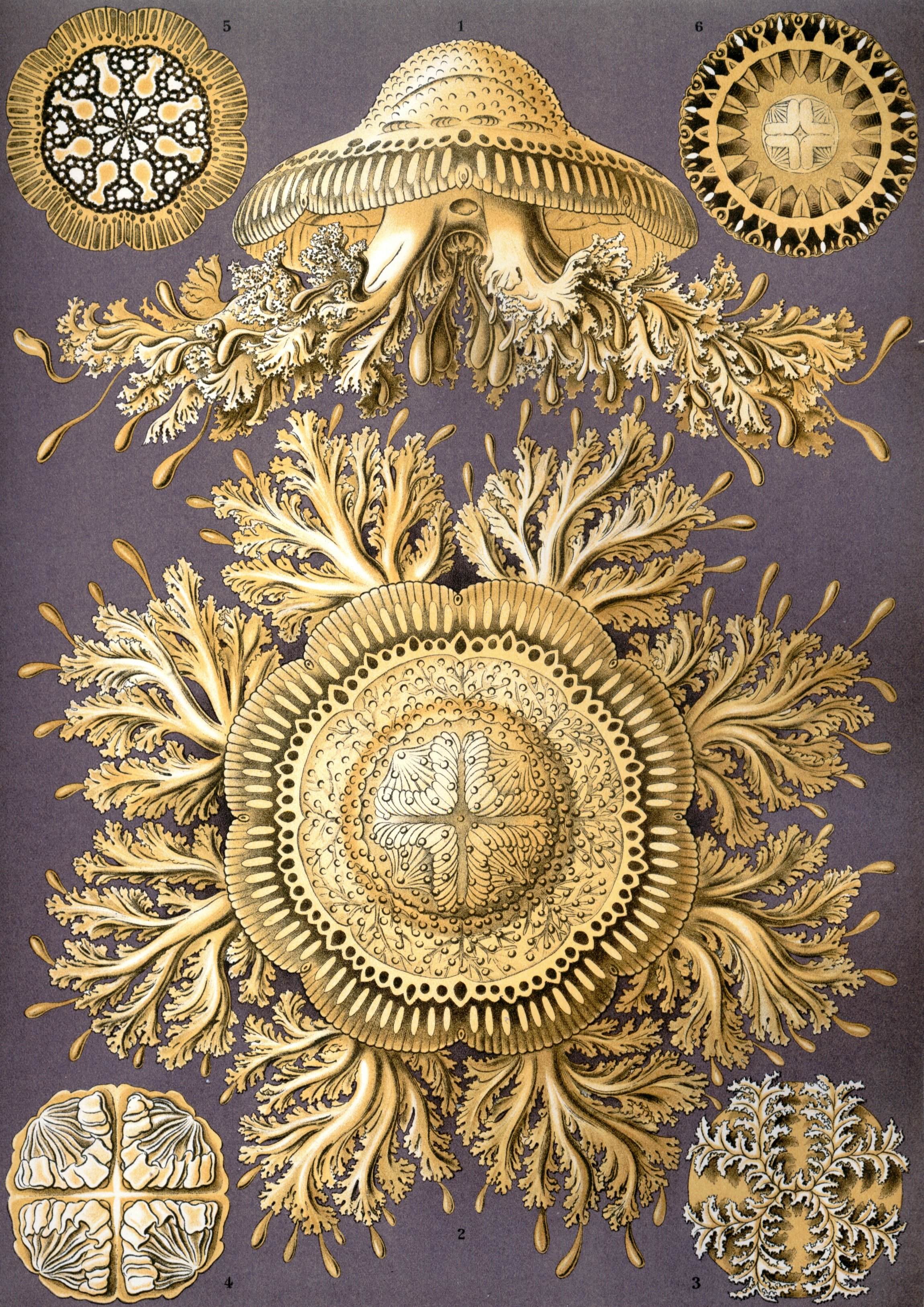
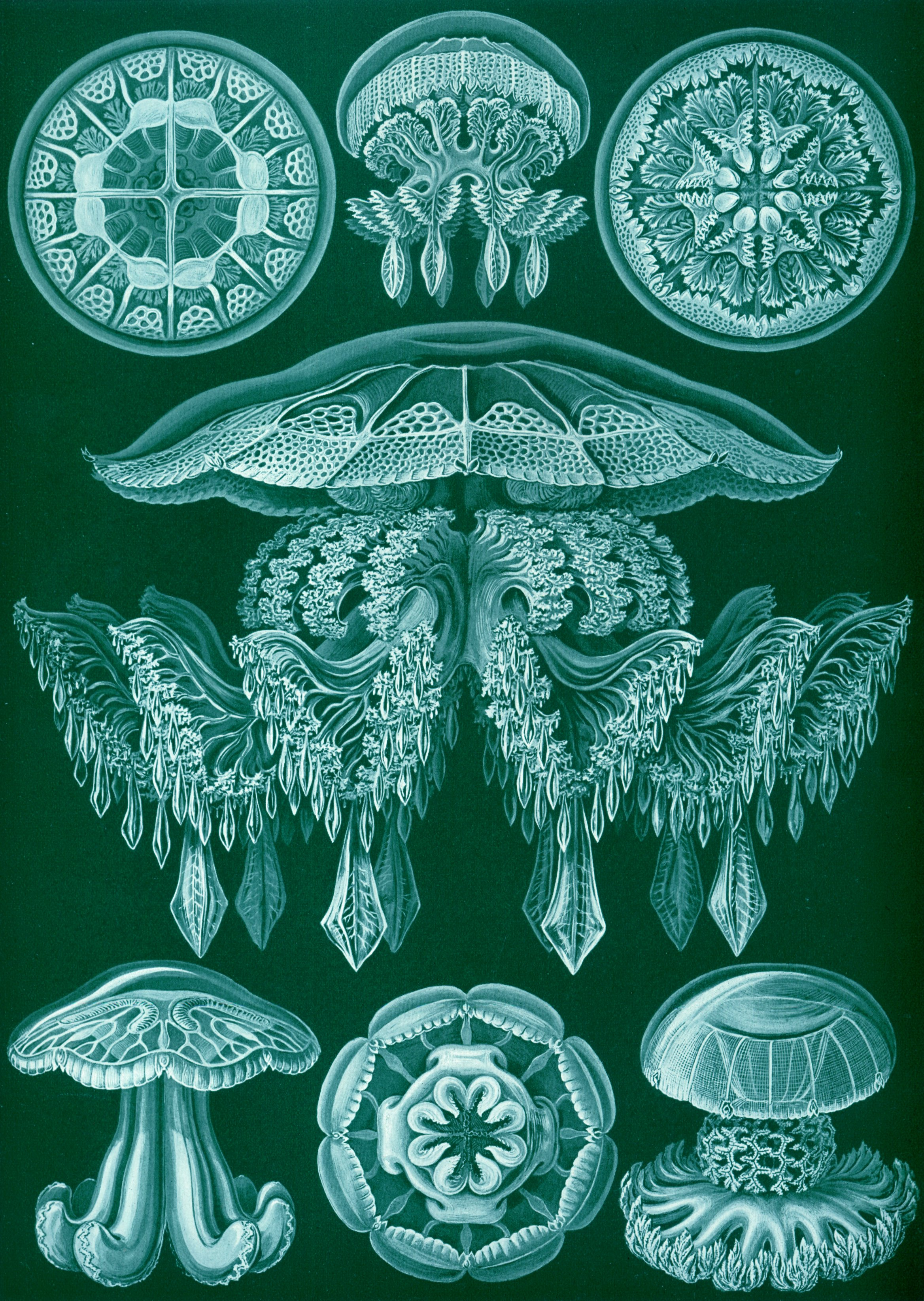
88